# حاجی‌آباد زرین

## معرفی روستا
روستای حاجی آباد زرین ، یکی از مناطق بکر و آرام کویر ایران است که ظرفیتهای فراوانی برای جذب توریست دارد . این روستا برای کسانی که عاشق طبیعت هستند یک منطقۀ ناب محسوب می شود و میتوانند تمام لذت را از عظمت کویر ببرند . درون روستا که مزیّن به چند مسجد و حسینیۀ معروفش می باشد و قلعه ای قدیمی که نشان از اصالت روستاست . یک مکان سنتی که در ایام نوروز و تعطیلات به‌صورت رایگان با چای آتشی و دمنوش و آویشن و آش شولی یزدی از مهمان ها پذیرایی میکنند و اطراف آن نیز مناطقی برای خلوت کردن و دور شدن از دنیای پرهیاهوی زندگی روزمرّه این روزهاست . مناطقی مانند ریگ جن ، دره های جنّی ، سنگ آب ، سدهای فصلی و ... که هر کدام به نوبۀ خود جذابیتهای منحصر به فردی دارد . البته در اطراف این روستا نیز تا دلتان بخواهد کویر و کوه های فراوان هستند و میتوانید در نهایت آرامش روزهای خوبی را تجربه کنید . این را هم بدانید که در تمام مدت اقامتتان در این روستای دوست داشتنی ، مردم این روستا در نهایت احترام و مهمان دوستی پذیرای شما خواهند بود . مردمی که همیشه خنده بر لب دارند و مثل کویر خونشان گرم است .
حاجی‌آباد زرین، روستایی از توابع بخش خرانق شهرستان اردکان در استان یزد ایران است.

## جمعیت
این روستا در دهستان زرین قرار دارد و براساس سرشماری مرکز آمار ایران در سال ۱۳۸۵، جمعیت آن ۳۱۰ نفر (۸۰خانوار) بوده‌است. البته در تعطیلات نوروز و دهه اول محرم جمعیت زیادی از اهالی حاجی‌آباد زرین به این روستا می‌آیند و میزان جمعیت افزایش چندین برابری پیدا خواهد کرد. در این سالها جمع زیادی از اهالی حاجی‌آباد زرین به شهرهای اردکان، یزد و تهران مهاجرت کرده‌اند. خاندان خدائی و ثقفی، اکثریت اهالی روستا را تشکیل داده که در این بین سادات موسوی نیز در روستای حاجی آباد زرین جمعیت قابل توجهی را دارا می باشند.

### مشاهیر
مرحوم حاج فیض اله خدایی از ادیبان و شاعران این روستا می باشد که وی چندین دهه جزو معتمدین و بزرگان این آبادی نیز بوده است. نیاکان ایشان نیز در زمان پهلوی اول و اواخر حکومت قاجار از تاجاران و ملاکین بزرگ این خطه بوده اند.